# Rois coutumiers de Wallis-et-Futuna
Les rois coutumiers de Wallis-et-Futuna sont les dirigeants des trois royaumes coutumiers d'Uvea, d'Alo et de Sigave rassemblés au sein de la collectivité d'outre-mer française de Wallis-et-Futuna, située en Polynésie, dans l'océan Pacifique.
Wallis-et-Futuna cohabite avec les monarchies océaniennes de Samoa et de Tonga.
L'autorité et les prérogatives des rois coutumiers sont reconnues par le statut de Wallis-et-Futuna de 1961. Ce sont les trois dernières monarchies actives et reconnues par l'État sur le territoire français. Ils reçoivent une indemnité de l’État.
Depuis le peuplement des trois îles de Wallis, Futuna et Alofi par des populations austronésiennes de culture Lapita, devenues ensuite polynésiennes, différentes chefferies se sont mises en place.
La monarchie wallisienne a subi une influence tongienne à partir du XVe siècle. Le nombre de royaumes a varié au cours de l'histoire, jusqu'à être figé au XIXe siècle par les missionnaires, particulièrement à Futuna, divisée entre Alo et Sigave.
Ces rois sont appelés Sau et Hau en langues locales (futunien et wallisien) ; le terme français de « roi » est considéré par les anthropologues comme une traduction imparfaite. Ils occupent un rôle essentiel dans la vie des trois royaumes. Ils sont responsables du maintien de l'ordre social et de la qualité de vie des habitants, gèrent la justice coutumière, en particulier les questions liées au foncier, et s'occupent de l'environnement et des ressources naturelles… 
Ils sont assistés d'une chefferie pour la gestion des différentes affaires locales. Dans ces sociétés très religieuses, les rois sont considérés comme les intermédiaires entre Dieu et les humains. L'importance symbolique des souverains est forte et un langage particulier est utilisé pour s'adresser à eux.
La monarchie wallisienne et futunienne est aristocratique. Les charges royales circulent entre les familles nobles ('aliki) du royaume. La charge n'est pas héréditaire, les souverains sont choisis par les familles royales après des négociations qui peuvent durer plusieurs mois. Elles mènent parfois à de longues crises de succession (Exemple : la crise coutumière qui secoue Uvea depuis 2005).
En général, les règnes ne durent que quelques années. La fonction royale est majoritairement masculine. Le royaume d'Uvea a choisi quatre femmes pour la fonction suprême.

## Terminologie
En français, le nom des dirigeants coutumiers est « roi » ou « roi coutumier ». Cette appellation est introduite par les missionnaires au XIXe siècle. Cette traduction ne correspond pas entièrement à la conception polynésienne du pouvoir, mais reste une transposition proche des termes polynésiens, d'où son utilisation courante.

### Noms vernaculaires
En wallisien et en futunien, les souverains sont appelés respectivement hau et sau. Ces termes correspondent à une fonction précise, qui n'est pas exactement équivalente à celle de roi en Occident. Ces rois coutumiers peuvent être qualifiés de « chefs suprêmes » : ils sont vénérés par la population locale. Ils pourraient aussi être définis comme des « autorité[s] supérieure[s] » et des « juge[s] suprême[s] » : ils président la justice coutumière du royaume. Aucun véritable équivalent n'existe en français.

### La coutume
L’adjectif « coutumier » renvoie à la coutume. À Wallis-et-Futuna, le mot désigne les valeurs fondamentales et les règles de vie collectives. Traditionnelles, ces valeurs ont incorporé des apports extérieurs, comme la religion catholique. La coutume désigne aussi les échanges de vivres et de prestations, dans un système de dons et contre-dons (« faire la coutume »). Enfin, le mot « coutume » peut également définir la chefferie, ses membres, ses pratiques et ses valeurs. Les rois coutumiers règnent à la manière du pays, nommée en wallisien faka fenua.

### Titres
Il existe en tout cinq titres à Wallis-et-Futuna. Le Hau désigne le roi à Wallis même si, dans le royaume d'Uvea, on utilise plutôt le titre de Lavelua.
À Futuna, le terme Sau désigne aussi le roi, mais il existe un titre pour chaque royaume : Tu'i Agaifo, utilisé par le roi d'Alo, et Tu'i Sigave, utilisé par le roi de Sigave.
Le titre de Lavelua d'Uvea apparaît après la victoire du district d'Hahake sur les deux autres districts de l'île, Mu’a et Hihifo, vers les années 1500. Dans le district victorieux de cette guerre, la population descend de la lignée des Takumasiva ; d'anciens Tongiens s'étant installés sur l'île, le district commence à transformer la monarchie coutumière en établissant notamment un nouveau titre, celui de Lavelua. Selon la légende, le détenteur du titre doit pouvoir ressentir une connexion avec les ancêtres. Entre 1858 et 1869, pendant le règne de la reine Falakika Seilala, ce titre se transforme en titre royal.
Le souverain d'Alo porte le titre de Tu'i Agaifo, mais était auparavant Fakavelikele. En futunien, Tu'i signifie chef. Quant à Agaifo, c'est l'ancien nom du royaume d'Alo. Cela signifie dans la traduction française « chef de Agaifo ».
Le souverain de Sigave porte le titre de Tu'i Sigave ou de Keletaona, en fonction de la famille à laquelle le roi appartient. Tu'i signifie également chef en futunien. Sigave est le nom du royaume, ce qui donne en français « chef de Sigave ».
Il ne faut pas confondre ces titres de roi de Futuna avec le poisson « Empereur de Futuna », qui vit au bord de l'île et dont le nom rend hommage à Akihito, un empereur du Japon.

## Histoire
Le peuplement de Wallis et de Futuna a lieu entre 1300 et 800 avant notre ère,. Les chefferies se sont progressivement structurées de manière indépendante sur chaque île, étant notamment influencées à Wallis par les invasions tongiennes au XVe siècle. La christianisation de ces deux îles dans les années 1840 entraîne une structuration des différentes chefferies par les missionnaires et fige les frontières des royaumes d'Alo et de Sigave. En 1888, Wallis-et-Futuna sont rassemblées dans un protectorat. En 1961, Wallis-et-Futuna devient un territoire d'outre-mer français : un équilibre institutionnel est créé dans lequel les rois coutumiers tiennent une place aux côtés de l'administration française.

### Création des chefferies et royaumes

#### Conquête tongienne à Wallis (XVesiècle) et premiers rois

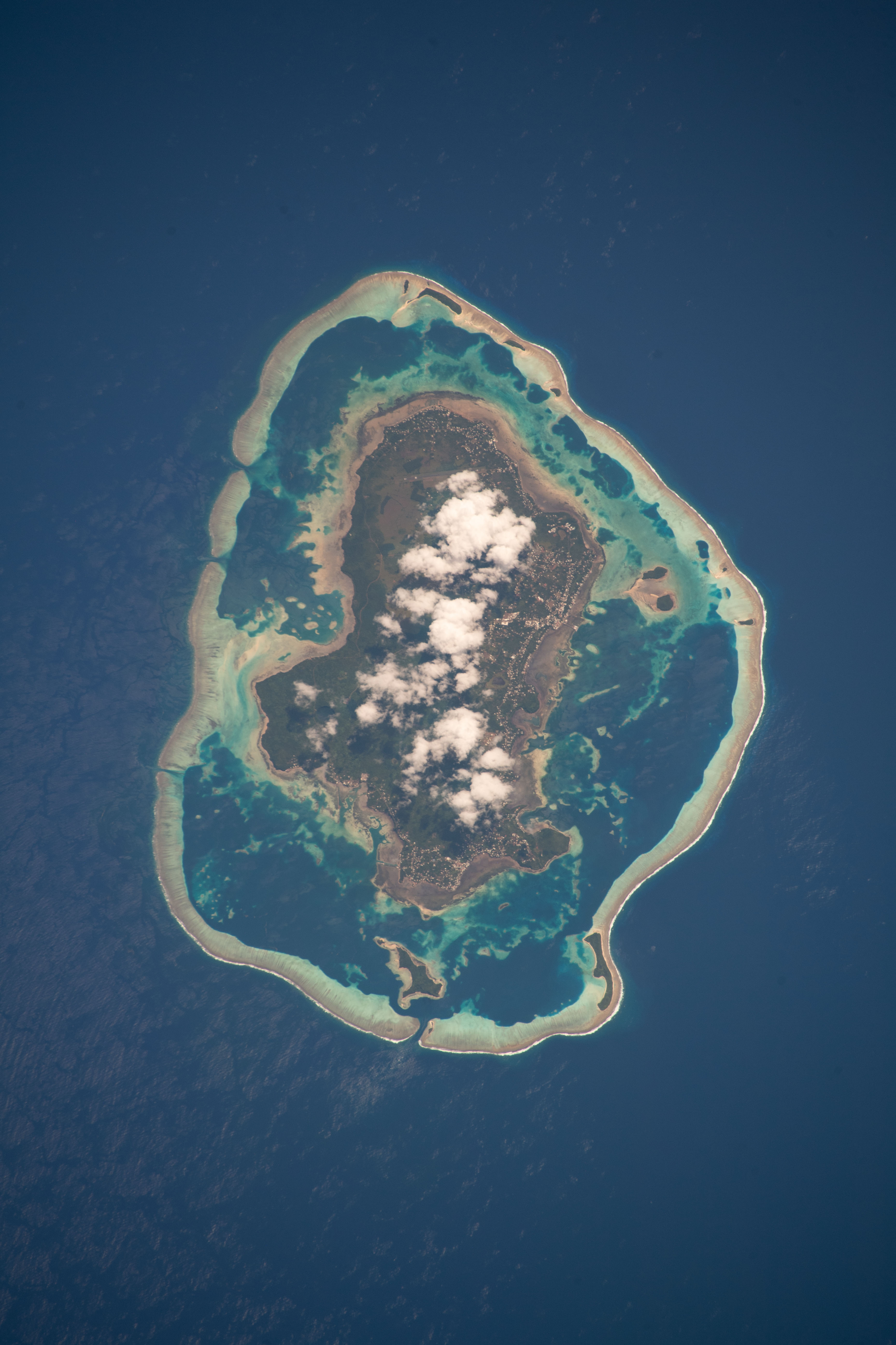
Image satellite de Wallis.

Au début du XVe siècle, des petites communautés humaines sont présentes à Wallis. Ces groupes, éparpillés, se trouvent en grande partie sur la côte ouest de l'île, face aux passes du lagon. Par la suite, ces communautés se répandent dans tout Wallis. Des Tongiens envoyés par leur roi, le Tu'i Tonga Kau'ulufonua Fekai, arrivent aux alentours du XVe siècle et les indigènes éparpillés sur l'île ne résistent pas à l'invasion. Le Tu'i Tonga Ga'asialili, ancien roi et chargé de la conquête, soumet alors le royaume d'Uvea et partage son territoire entre trois chefs : Hoko, Kalafilia et Fakate, ce qui correspondra ensuite aux premiers districts de l'île.
Pour asseoir leur domination sur l'île, les Tongiens occupent et construisent de nombreux forts : un des plus importants est celui de Kolo Nui. Cette période est alors appelée la « période des forts ».
Elle s'arrête vers 1500, à cause du désintérêt des Tongiens pour Wallis. Ils délèguent la direction de l'île aux Wallisiens, et mettent en place un système politique dynastique calqué sur le modèle tongien. Cependant, les Tongiens gardent un œil sur la direction de Wallis de par leur influence.
Une chefferie de type pyramidal est mise en place : à sa tête un Hau (« roi ») entouré de conseillers. À partir de la période dynastique, vers 1500, débutent les généalogies des rois successifs de Wallis (Lavelua). Environ un siècle après la conquête tongienne, Uvea reprend progressivement son autonomie vis-à-vis de Tonga, jusqu'à ce qu'un des Tu'i Tonga proclame l'indépendance de l'île.

#### Évolution politique de Futuna en deux royaumes

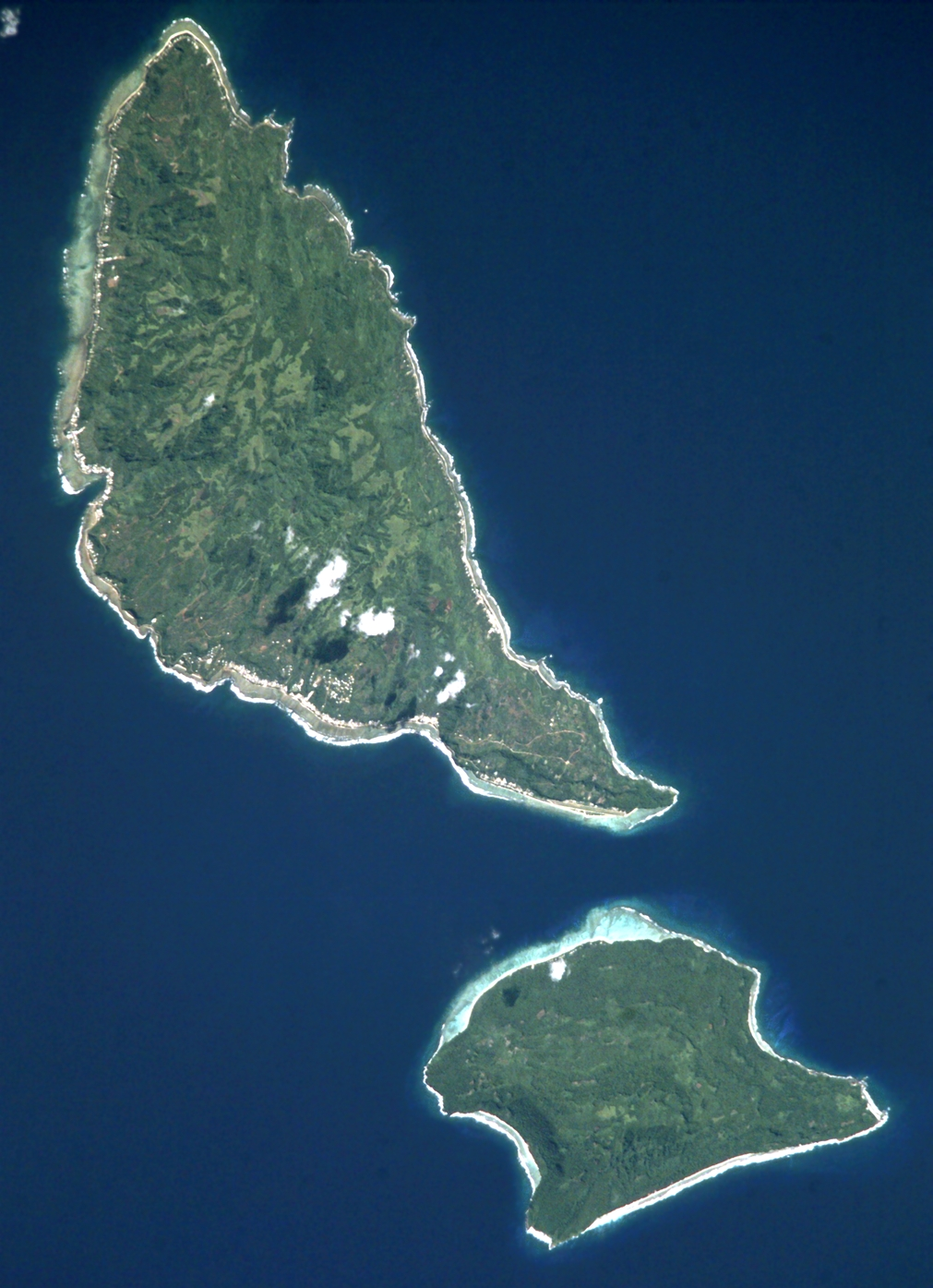
Image satellite de Futuna au nord et d'Alofi au sud.

Futuna n'a pas subi le même sort que Wallis et a résisté aux invasions tongiennes. La tradition orale rapporte des liens étroits avec les Samoans, dont l'arrivée s'est faite de manière pacifique.
Les souverains du royaume d'Alo seraient ainsi originaires de Samoa (lignée de Fakavelikele). À partir de l'an 700, face à l'expansionnisme tongien dans la région, les habitants se replient vers l'intérieur des terres et construisent de nombreux forts (kolo). Futuna reste morcelée en de multiples groupes rivaux qui s'affrontent régulièrement et nouent des alliances en cas de danger commun.
Les Futuniens réussissent à repousser les invasions tongiennes, même si ces dernières laissent des traces dans la culture locale : ainsi, le kava est adopté comme symbole du pouvoir de la chefferie.
La dernière période de l'histoire futunienne, à partir de 1700, est dite de la « terre brune » (Kele Kula), en référence à la terre brune des tarodières. À cette époque, il n'existe pas de royaumes mais différentes chefferies réunies dans les montagnes. Les habitants quittent celles-ci pour s'installer de nouveau en bord de mer. Durant cette phase, les différentes entités politiques indépendantes et rivales de Futuna s'unifient progressivement. Cela entraîne le rassemblement des populations autour de chefs appelés kolo en futunien.
Lorsque les missionnaires maristes français débarquent à Futuna le 7 novembre 1837, il ne reste plus que deux entités politiques rivales : le royaume de Sigave et celui de Tu'a, bientôt renommé en royaume d'Alo. Ces deux royaumes s'affrontent régulièrement. Le 10 août 1839 a lieu la guerre de Vai, la dernière que Futuna connaît. Le royaume d'Alo en sort vainqueur et Sigave est vaincu. Après cet épisode, Niuliki devient roi de l'ensemble de Futuna jusqu'à sa mort en 1842. À sa disparition, l'unique royaume se scinde en deux : Alo et Sigave, un roi est couronné dans chaque royaume.

### XIXesiècle

#### Christianisation

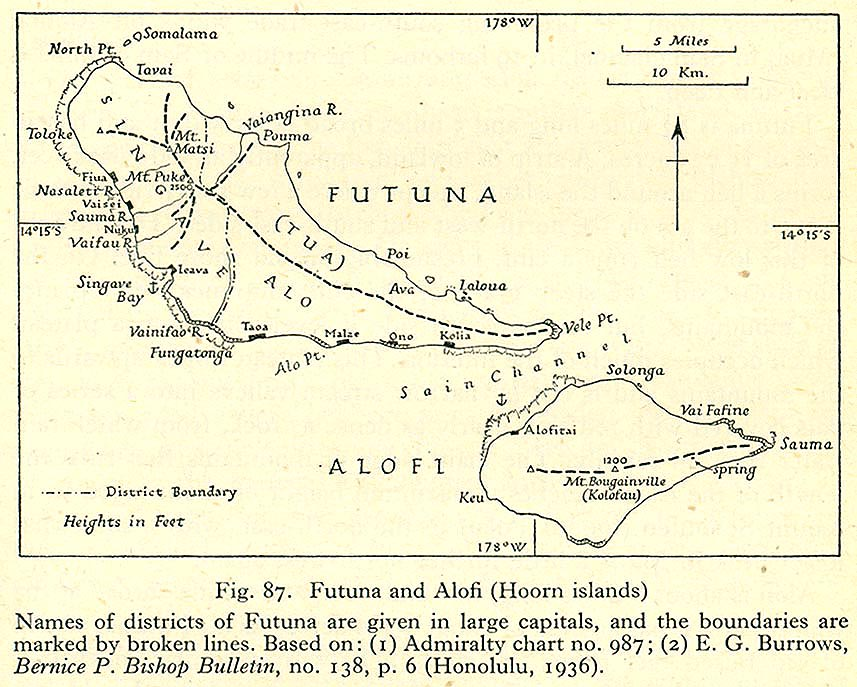
Ancienne carte de l'archipel des Îles Horn avec Futuna et Alofi, comprenant les royaumes de Sigave et d'Alo.

À la fin des années 1830, des missionnaires maristes (notamment Pierre Bataillon et Pierre Chanel) convertissent les habitants des deux îles au catholicisme. À Wallis, Soane-Patita Vaimua Lavelua Ier est le premier souverain baptisé. Ceux de Futuna suivent peu après. Les missionnaires prennent de l'importance auprès des différentes chefferies et deviennent un pouvoir incontournable dans les deux îles. Ils sont en grande partie  à l'origine de la rédaction et de la traduction des lois émises par les rois coutumiers.
À partir du Code de Wallis (appelé en wallisien Tohi fono), promulgué en 1871 par la reine Amelia Tokagahahau, la royauté est structurée par les missionnaires. Le code affirme le pouvoir suprême du Lavelua (roi de Wallis). Il fixe par écrit la composition de la chefferie : six ministres, ainsi que trois chefs de districts et 21 chefs de village, tous nommés par le roi. Il transforme la religion catholique en religion officielle.
Ce code est assez vite oublié : la population perçoit la royauté wallisienne comme d'origine ancestrale, alors même qu'elle avait auparavant évolué entre les différents clans et familles royales au gré des guerres.

#### Protectorat (1888-1961)

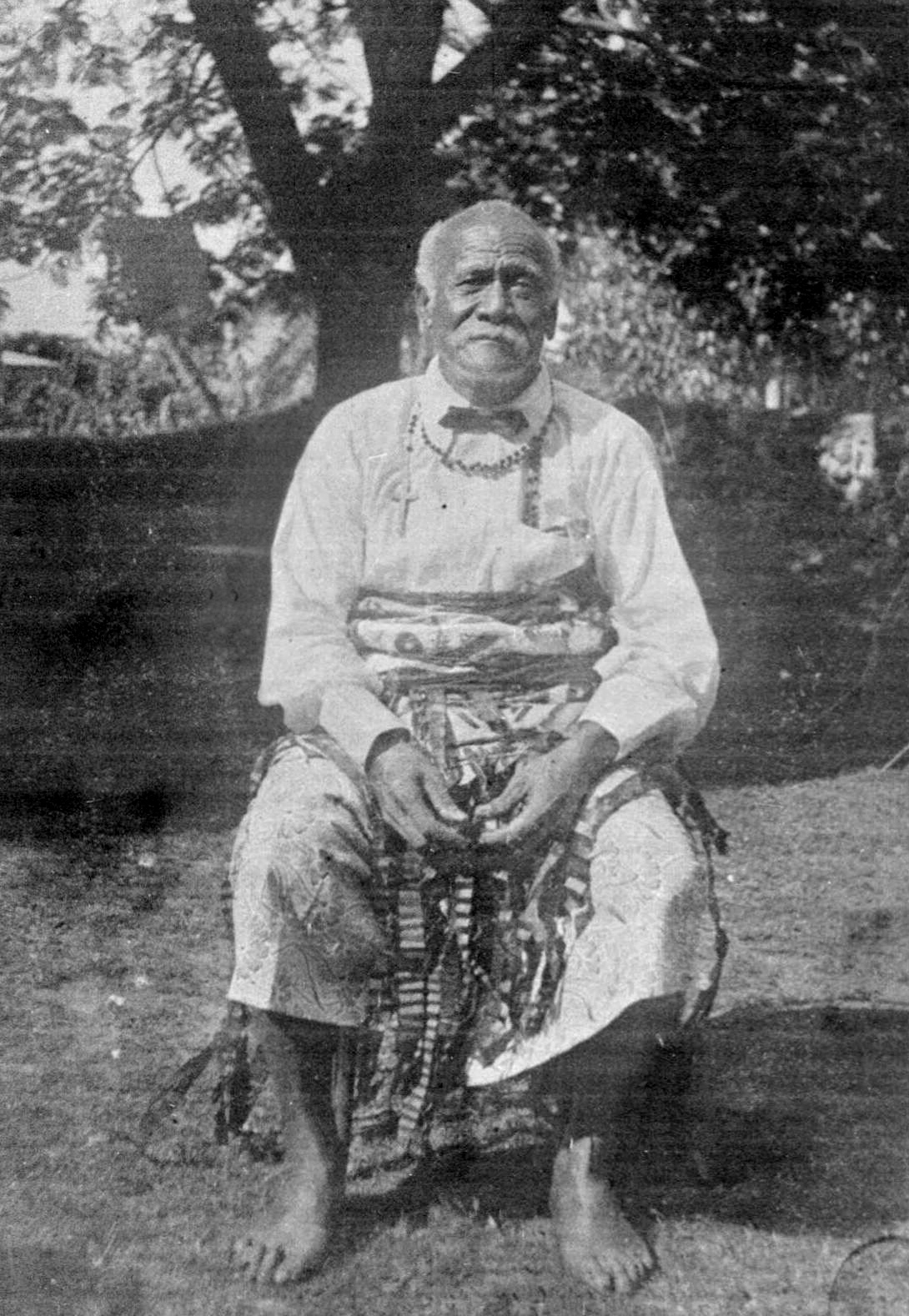
Lusiano Aisake est l'un des nombreux Lavelua à avoir régné pendant le protectorat. Il est sur le trône d'août 1904 à septembre 1906.

Le 5 mars 1888, le protectorat de Wallis-et-Futuna est promulgué. Demandé depuis 1842 par la reine Amelia Tokagahahau Aliki sous l'influence des missionnaires, qui souhaitent protéger les îles catholiques des influences protestantes voisines, il est signé par le Lavelua en 1887 et les deux rois futuniens l'année suivante.
Il rassemble pour la première fois Wallis et Futuna dans une même entité politique. Toutefois, ce protectorat ne se traduit pas par une colonisation à proprement parler : la présence française est très réduite sur les deux îles.
Un résident envoyé par la France est chargé de maintenir l'ordre public, gérer le budget, collecter les impôts, construire des infrastructures et valider la nomination des rois coutumiers. Il n'a pas autorité sur les Wallisiens et Futuniens et doit donc coopérer avec les souverains.
La plupart des résidents français ne parlent pas le wallisien et ne maîtrisent pas les codes culturels locaux : ils doivent faire appel à des interprètes et s'appuyer sur les missionnaires.
Les rois de Futuna et Uvea gardent ainsi toute leur autorité coutumière sur leurs sujets,. Futuna, qui n'est visitée par le résident que quelques jours par an, est encore plus d'autonome que Wallis.
Durant le protectorat, 16 rois et reines se succèdent à Wallis. La plupart règnent quelques années, hormis certaines périodes de crise où les Lavelua se succèdent en quelques mois comme en 1933.
De 1933 à 1941, le résident Jean-Joseph David suspend même l'élection d'un roi. D'après l'historien Jean-Claude Roux, quatre familles se répartissent la fonction royale par alternance ou par succession. Un réel système d'alliance est créé grâce à des mariages qui permettent à ces familles de conserver la couronne.
À Futuna, dans un contexte de rivalité entre les deux royaumes d'Alo et de Sigave, vingt rois se succèdent à Alo et treize à Sigave entre 1900 et 1960.
Pendant le protectorat, les relations entre commerçants et autorités se compliquent. Dans les années 1910-1920, en conséquence, les trois rois coutumiers s'accordent pour décréter une interdiction du commerce du coprah, afin de s'opposer aux abus des négociants.

### XXesiècle

#### Crise du«roi David»(1933-1938)
La gouvernance du résident français, Jean-Joseph David est marquée par sa dureté,. Médecin militaire de formation, il se rend à Uvea en 1933, puis prend la tête du protectorat. Il est alors le seul colon de l'île, hormis une quinzaine de missionnaires et deux commerçants. Comme l'écrit Claire Fredj : « David n’a pas été que médecin mais aussi résident, chef des travaux, juge de paix, « roi » ; il installe un nouvel hôpital, une école, développe le sport afin d’œuvrer à l’amélioration physique [des Wallisiens] qu’il cherche également à mettre au travail (forcé) pour développer l’île ».
Au décès du roi Mikaele Tufele II en novembre 1933, il occupe déjà une place importante à Wallis. Il décide de ne pas procéder à l'élection d'un nouveau souverain et obtient quasiment le statut coutumier de Lavelua. Il laisse le trône de Lavelua vacant de 1933 à 1941. Son mariage avec Sophie-Marie Brial, princesse wallisienne et fille du couple Aloisia Brial et Julien Brial, lui permet de s'affirmer davantage. La population l'appelle alors Te Hau Tavite, « le roi David ».
Il met en place de grands travaux : entretien des routes, développement des cocoteraies, plantation de nouvelles cultures comme le manioc. Pour cela, il détourne le système de travaux collectifs présent dans la coutume wallisienne, le fatogia. Grâce à son alliance avec les aliki, nobles wallisiens, il fait mettre en place un système de corvées coutumières, comme l'avait fait auparavant la reine Amelia Tokagahahau. Son autoritarisme le fait surnommer « Docteur Machette » ou lea tahi (en wallisien, « celui qui ne donne des ordres qu'une seule fois », à qui il faut obéir sur le champ).

#### Conséquences de la Seconde Guerre mondiale et fin du protectorat (1946-1961)

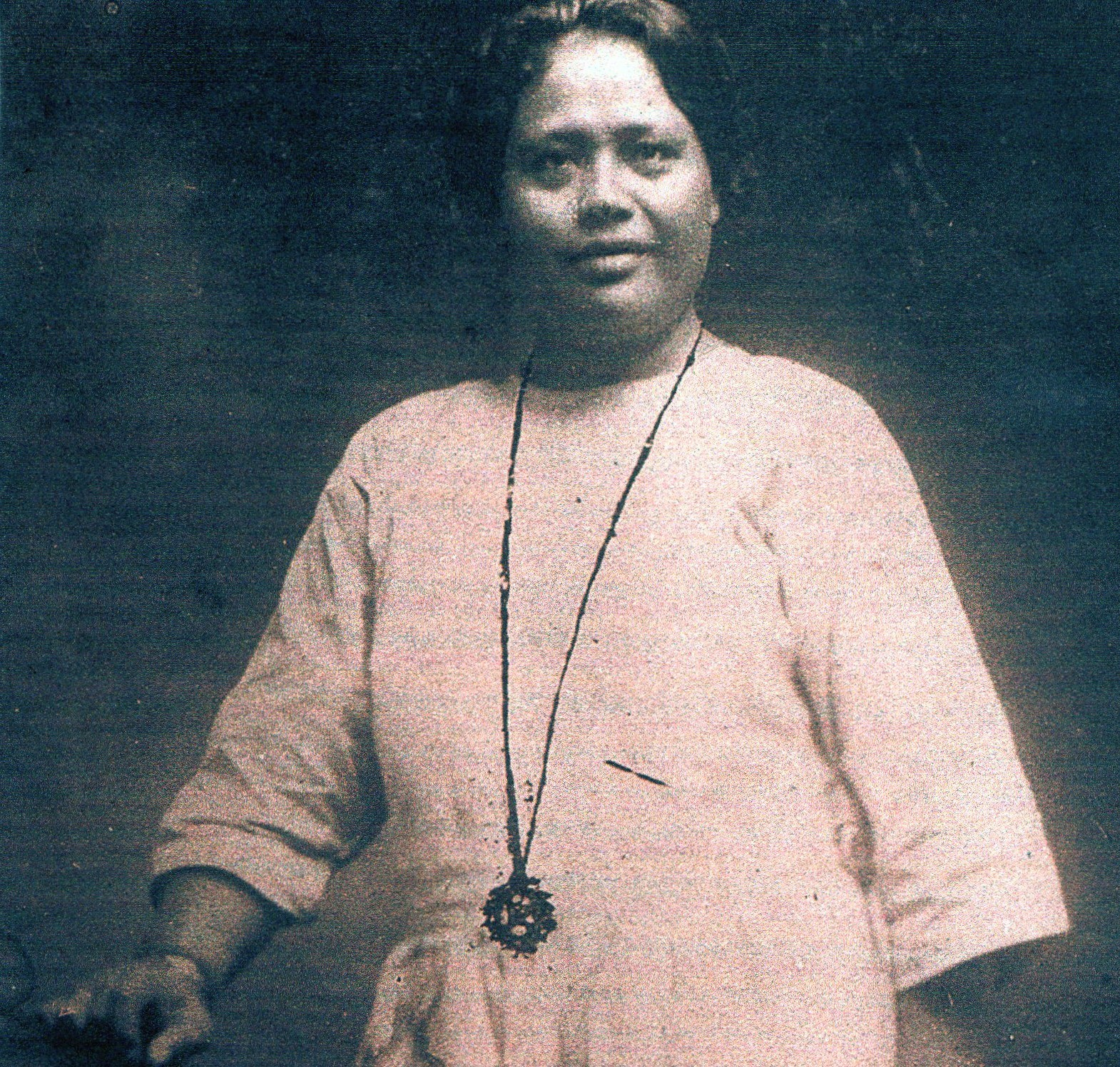
Aloisia Brial est l'une des quatre femmes à avoir exercé la fonction royale.

La Seconde Guerre mondiale isole les îles du monde extérieur. Pendant deux ans, l'évêque et le résident choisissent de rester fidèles au régime de Vichy. L'archipel connaît un isolement total.
Cette coupure se termine en 1942, par l'arrivée des Américains sur l'île de Wallis. L'installation de soldats américains bouleverse l'équilibre du royaume d'Uvea. De nombreux emplois salariés sont créés et les roturiers travaillant pour l'armée commencent à gagner plus d'argent que les nobles. L'autorité coutumière est remise en question, le résident français est obligé d'augmenter de 1 000 % l'indemnité des chefs.
Le départ des Américains en 1944 laisse l'île dans une crise économique et politique. Le royaume d'Uvea connaît trois rois entre 1945 et 1950 (Leone Manikitoga, Pelenato Fuluhea et Kapeliele Tufele).
Le 22 décembre 1953, une nouvelle crise de succession éclate, sur fond de désaccords entre le roi, l'administration et la mission. Aloisia Brial est désignée reine d'Uvea.
Son règne est marqué par l'instabilité politique : jugée trop autoritaire, la reine est contestée par sa chefferie. En 1957, elle est mise en minorité par le conseil royal mais refuse d'abdiquer. La tension est au maximum, le district de Mu'a fait presque sécession. La reine démissionne le 12 septembre 1958. Après de difficiles négociations, Tomasi Kulimoetoke II lui succède le 12 mars 1959 et réussit à imposer son autorité.
Une émigration de travail se met en place vers la Nouvelle-Calédonie et les Nouvelles-Hébrides, encadrée par les rois : ils veulent s'assurer que ceux qui partent seront correctement payés. Le Lavelua Pelenato Fuluhea impose notamment une prime de 250 francs à titre de « récompense pour roi et chefs » pour chaque employé.
À l'inverse, Futuna n'est pas investie par les Américains et reste à l'écart des bouleversements. L'instabilité politique y reste cependant forte, les rois changent assez fréquemment. En novembre 1951, une crise éclate à Alo. À la suite de problèmes avec des jeunes futuniens ayant vécu en Nouvelle-Calédonie, le Tu'i Agaifo Silisio Katea est destitué.
Deux prétendants s'opposent alors pour la couronne : l'un, Alosio, poussé par la chefferie traditionnelle, et l'autre, Petelo Talae, préféré par les jeunes futuniens. L'ambiance monte, et des incendies éclatent, le résident français Desjardins se rend sur l'île en bateau, escorté d'une dizaine de militaires. Il tranche en faveur de l'élimination des deux candidats, au profit d'un roi neutre au conflit, ainsi que pour le choix des ministres par les deux parties adverses. Les prétendants au trône furent exilés de Futuna pendant trois mois pour éviter toute reprise des conflits.

#### Statut de 1961
Normalement abolie en France, la monarchie subsiste à Wallis-et-Futuna grâce à l'article 75 de la Constitution française de 1958. Il est ainsi conféré un « statut personnel » à ce territoire. Le droit est qualifié de civiliste, une spécialité du droit civil. Les territoires qui bénéficient du statut personnel peuvent également appliquer le droit coutumier de certaines manières bien encadrées. Malgré tout, la constitution reste évasive sur le cas de Wallis-et-Futuna, qui n'est pas explicitement nommée. Il est ainsi écrit : 
« Les citoyens de la République qui n'ont pas le statut civil de droit commun, seul visé à l'article 34 de la Constitution de la Cinquième République française, conservent leur statut personnel tant qu'ils n'y ont pas renoncé. »
— Article 75 de la Constitution du 4 octobre 1958

Par un référendum, organisé l'année d'après, en 1959, Wallis-et-Futuna devient un territoire d’outre-mer, sous statut particulier. La loi no 61-814 du 29 juillet 1961 met ainsi fin au régime de protectorat. Cependant, dans l'article 3 de la loi, la conservation des droits coutumiers et des chefferies (ministres et chefs de village) est spécifiquement mentionnée. Les rois, jusqu'alors dans un flou juridique, sont officiellement reconnus par une loi, : 
« La République garantit aux populations du territoire des îles Wallis et Futuna le libre exercice de leur religion, ainsi que le respect de leurs croyances et de leurs coutumes en tant qu'elles ne sont pas contraires aux principes généraux du droit et aux dispositions de la présente loi. »
— Loi no 61-814 du 29 juillet 1961 conférant aux îles Wallis et Futuna le statut de territoire d'outre-mer
Ce texte permet donc la conservation des rois coutumiers, sans pour autant préciser leurs prérogatives. En effet, jusqu'à cette date, les autorités françaises manifestaient peu d'intérêt, voire une « indifférence condescendante » envers ce territoire, ses habitants et sa chefferie. Depuis que Wallis-et-Futuna est devenu un territoire d'outre-mer le 29 juillet 1961, puis collectivité d'outre-mer en 2003, elle doit appliquer la constitution française. À partir de 1961, chaque Wallisien et chaque Futunien a la nationalité française et doit donc appliquer les lois françaises, les rois également.
Depuis le statut de 1961, la réglementation envers les rois coutumiers a peu, voire, presque pas évolué. Le président français Emmanuel Macron a évoqué, en 2021, une clarification de ce texte, et il juge même que celui-ci est « certainement le plus atypique de la République ».

### XXIesiècle

#### Crise coutumière wallisienne (depuis 2005)
En 1998, une affaire juridico-politique éclate à Wallis : « K. », une femme de haut rang proche du roi, est accusée de détournement de fonds et condamnée à deux ans de prison par le tribunal de Nouméa. Le Lavelua Tomasi Kulimoetoke II intervient dans cette affaire : il prend parti pour cette femme, lui ouvre les portes du palais royal, la laisse s'y réfugier : les gendarmes n'osent pas y entrer. Après sa réélection en 2002, le président de la République française Jacques Chirac accorde à cette femme une amnistie, afin de ne pas entrer en conflit avec le roi de Wallis. L'anthropologue Françoise Douaire-Marsaudon analyse cette crise comme une défiance envers la justice coutumière et montre la division de la société, entre partisans de la justice française et partisans de l'accusée. Les proches du roi estiment que la victime subit un acharnement judiciaire et que l'autorité suprême en matière de justice est avant tout le Lavelua. Pour eux, l'affaire aurait dû être réglée par la justice coutumière.

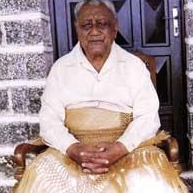
Tomasi Kulimoetoke II, roi ayant connu le plus long règne à Wallis (48 ans).

En juin 2005, une nouvelle crise politique éclate : le petit-fils du roi Tomasi Kulimoetoke II (en place depuis 46 ans) est condamné pour homicide involontaire après avoir tué un motocycliste en conduisant en état d'ivresse. Le prince se réfugie dans le palais royal pour se protéger des gendarmes. Ce choix divise les familles aristocratiques, partagées entre soutien coutumier et loyauté envers la puissance tutélaire française. Deux camps apparaissent : les partisans du roi d'un côté, et de l'autre les « rénovateurs » qui souhaitent une évolution de la coutume. Pour Frédéric Angleviel, la famille Kulimoetoke, dont sont issus de nombreux membres de la grande chefferie, refuse d'abandonner le pouvoir après tant d'années.
Les « rénovateurs », initialement soutenus par l'Administrateur Supérieur de l'île Christian Job, décident d'introniser un nouveau roi. L'Administrateur reconnaît la nouvelle chefferie et décide de ne plus verser l'indemnité de 5 500 € due par l'État français à Tomasi Kulimoetoke et à ses ministres. En réponse, les partisans du roi occupent l'aéroport de Hihifo ; ils édifient des barrages pour éviter l'arrivée de gendarmes depuis la Nouvelle-Calédonie. L'intervention d'un médiateur français, qui reconnaît l'autorité du roi Tomasi Kulimoetoke, apaise la situation ; la cérémonie d'intronisation du roi « rénovateur » est annulée. Les tensions restent vives durant les années suivantes. Des palabres de réconciliation sont toujours en cours entre les deux chefferies rivales.
En avril 2016, la crise secoue  l'île à nouveau. Deux rois rivaux sont intronisés, ce qui n'est jamais arrivé. Tominiko Halagahu, chef du district nord, est nommé roi le 15 avril par la Grande chefferie. Deux jours plus tard, Patalione Kanimoa, l'ancien président de l'Assemblée territoriale de Wallis-et-Futuna, est lui aussi nommé roi par la Nouvelle chefferie,. Le 3 juin, l'État français annonce qu'il ne reconnaît que le roi Patalione Kanimoa. Son rival, Tominiko Halagahu, dénonce une ingérence de la République française dans les affaires coutumières du royaume. Le conflit entre les deux rois s'éternise et provoque des tensions. Encore aujourd'hui, deux administrations coutumières coexistent, chaque Lavelua investissant ses propres ministres et ses propres représentants dans les villages.

#### Relations avec la France métropolitaine et l'État

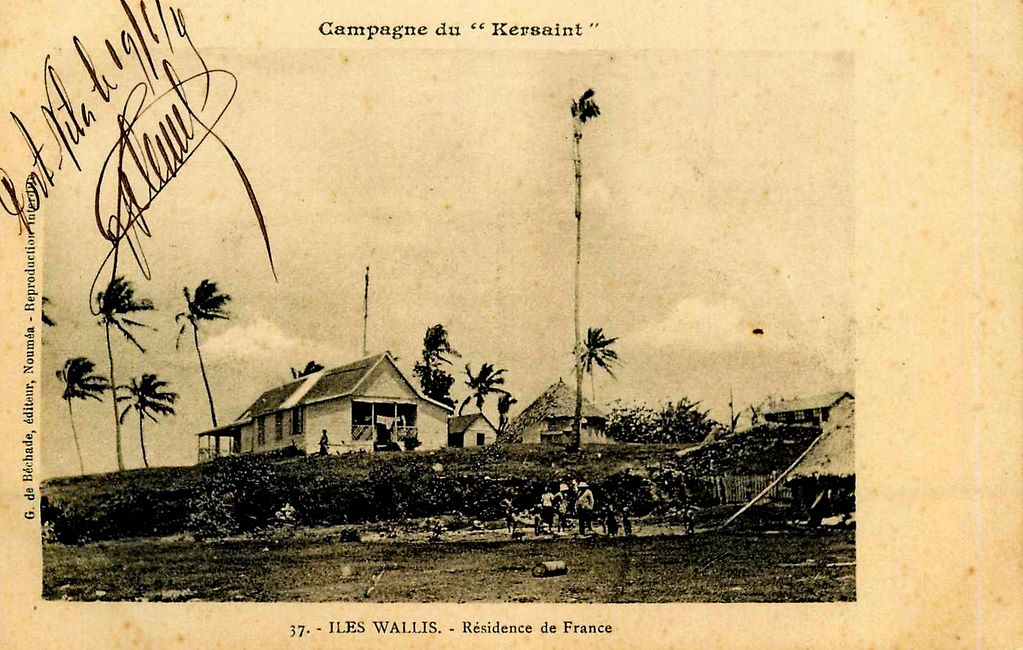
Résidence du résident de France à Wallis-et-Futuna entre 1904-1909. Le terrain avait été prêté par la reine Amelia Tokagahahau.

Depuis les premières relations avec la France lors du protectorat, et notamment avec son représentant, le résident de France à Wallis-et-Futuna, le contact s'est amélioré au fur et à mesure ; il a été, en grande partie, aidé par le père Henquel, qui connaissait bien l'organisation coutumière et qui a facilité le dialogue avec l'administration. Les rois ont été invités aux cérémonies officielles, notamment à Wallis où se trouve l'Administration supérieure.
Le lien a continué après 1961 et l'accession au statut de TOM. Les administrateurs supérieurs ont été intégrés aux organisations, par exemple, dans la direction du conseil territorial, primordiale à Wallis-et-Futuna, au vu des subventions délivrées.
Les rois coutumiers ont rencontré à trois reprises un président de la République française en fonction. Jacques Chirac se rend sur les deux îles en 1986 alors qu'il est Premier ministre. Appréciant Wallis et Futuna, il les surnomme affectueusement « mes deux petites protégées ». Le 17 mars 2006, alors président de la République, Jacques Chirac invite les deux rois de Futuna, Soane-Patita Maituku et Visesio Moeliku à Paris.
En juillet 2016, les rois coutumiers d'Alo et de Sigave, ainsi que le Premier ministre d'Uvea, visitent Paris à l'invitation du président François Hollande. Il se rend sur les deux îles en février de la même année, et invite les trois monarques à assister au défilé du 14 juillet. Le Lavelua d'Uvea ne peut être du voyage et envoie son chef du gouvernement. La délégation coutumière en profite pour aborder certains sujets attendus, comme celui de la dotation annuelle de l’agence de santé.
En juillet 2021, devait avoir lieu la célébration des 60 ans du statut de Wallis-et-Futuna. Elle sera perturbée par la pandémie de Covid-19 affectant les deux îles. La visite d'Emmanuel Macron à Wallis n'a pas lieu, mais le président se rend en Polynésie française, où la Covid-19 est moins présente. Il s'entretient alors avec les représentants de la coutume de Wallis-et-Futuna ayant fait le voyage.

### Rois actuels
| Roi coutumier | Roi coutumier     | Couronnement               | Royaume | Chef-lieu | Titre       | Drapeau           |
| ------------- | ----------------- | -------------------------- | ------- | --------- | ----------- | ----------------- |
|               | Patalione Kanimoa | 14 avril 2016              | Uvea    | Mata Utu  | Lavelua     | Drapeau d'Uvea    |
|               | Vacant            | depuis le 1er octobre 2022 | Alo     | Ono       | Tu'i Agaifo | Drapeau d'Alo     |
|               | Eufenio Takala    | 5 mars 2016                | Sigave  | Leava     | Tu'i Sigave | Drapeau de Sigave |

## Pouvoirs et fonctionnement

### Prérogatives
Les rois n'ont que peu de pouvoirs politiques, mais ils sont responsables de tout le reste dans leurs royaumes. Ils sont particulièrement respectés par les habitants. Étant reconnus par l'État français, ils reçoivent une dotation mensuelle qui indemnise aussi les ministres royaux et les chefs coutumiers de districts et de villages. En 2005, cette dotation était de 5 500 €,.

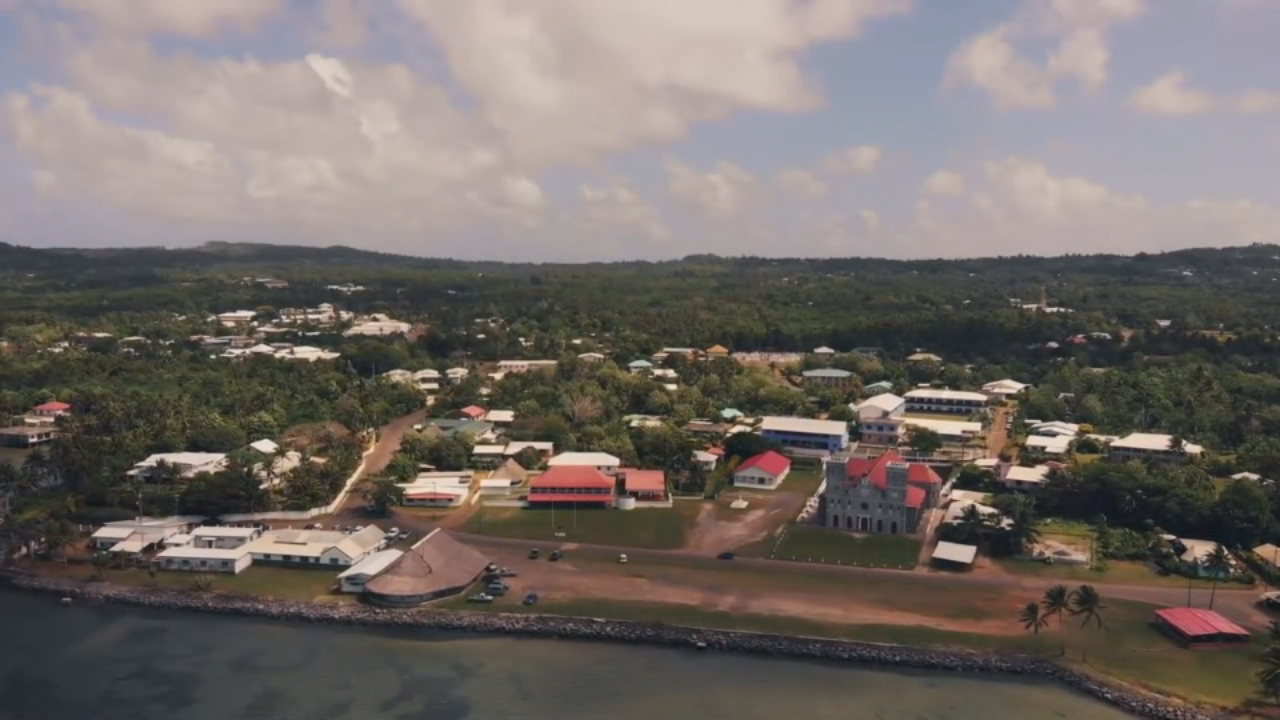
Mata Utu, chef-lieu de Wallis-et-Futuna, concentre l'essentiel des lieux de pouvoir politique, religieux et coutumier.

Chaque roi coutumier est membre de droit au conseil territorial, ainsi que trois autres membres nommés par l'Administrateur supérieur, le représentant de l’État sur l'île. Les souverains doivent par ailleurs négocier avec l'administrateur les différentes subventions pour le développement de leur territoire. Chaque roi se doit aussi de présider le conseil de la circonscription administrative, dont les limites sont celles de son royaume. Les rois coutumiers sont les gardiens de la forêt primaire (vao matu’a), des sources de fertilité, ainsi que du maquis central. Ils sont aussi les représentants de la coutume (aga'ifenua), ainsi que des traditions orales appelées talatupu’a.
Le roi représente enfin l'autorité judiciaire la plus élevée du royaume au sein de la justice coutumière, qui coexiste avec le système judiciaire français, réservé, lui, aux crimes les plus graves.

### Entourage du roi (famille etAliki)

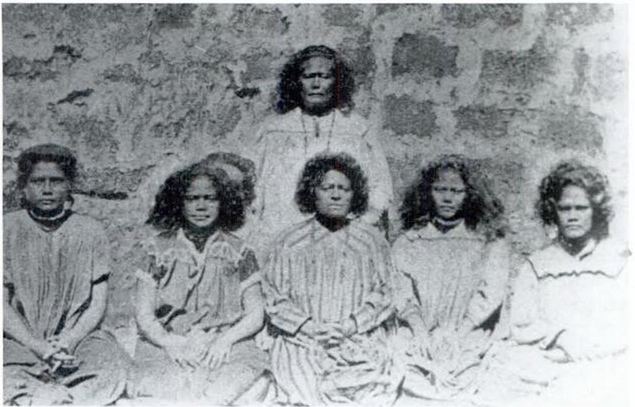
La reine Amélia (au centre au deuxième rang) en 1887 avec des jeunes filles de la noblesse ('aliki) devant le palais royal de Wallis.

Comme tous les monarques, les rois coutumiers sont entourés d'une cour ; elle comprend des conseillers, des ministres, ('aliki), des « nobles » et la famille royale. Ce groupe de personnes occupe une place importante dans la hiérarchie coutumière. Les Aliki peuvent être des ministres coutumiers, des anciens rois, des chefs de district et de village, mais aussi des membres de l'assemblée territoriale. On accède au titre d'Aliki par un rite nommé le « rite du Kava », en référence à cette plante, symbolique dans le monde coutumier. Ce groupe de personnes a pour but de conseiller le roi dans ses décisions, mais aussi de l'informer de ce qui se passe dans le royaume. Les 'aliki ne gardent donc pas ce statut à vie, car les rois changent et les cours sont alors renouvelées. Seuls les anciens rois coutumiers gardent ce titre jusqu'à leur mort.
Les familles royales ont, elles aussi, un statut spécifique. Une famille est dite Fono Aliki, ce qui signifie littéralement « famille importante » ou « famille royale », si un de ses membres a déjà accédé à la couronne royale. Ces familles sont présentes dans les trois royaumes et chaque roi fait partie d'une ou deux familles pouvant se comparer à des clans. Ces grands clans puissants se partagent le trône royal, ainsi que les tâches les plus importantes du royaume. Faire partie d'une Fono Aliki est un statut respecté dans tout le royaume. D'où la vive concurrence pour faire élire roi coutumier un membre de sa famille. La famille royale, dont le membre est actuellement roi, fait partie, tout comme les 'aliki, de sa cour personnelle.
Avant la christianisation des îles dans les années 1840, les descendants du roi relevaient d'un ordre supérieur aristocratique par rapport à la population. On nommait alors les hommes les tama‘aliki et les femmes les fine‘aliki. Par exemple, le roi Tomasi Kulimoetoke faisait partie du clan des Takumasiva et sa famille a donc été sur le trône pendant 48 ans.

### Devenir roi coutumier (intronisation)

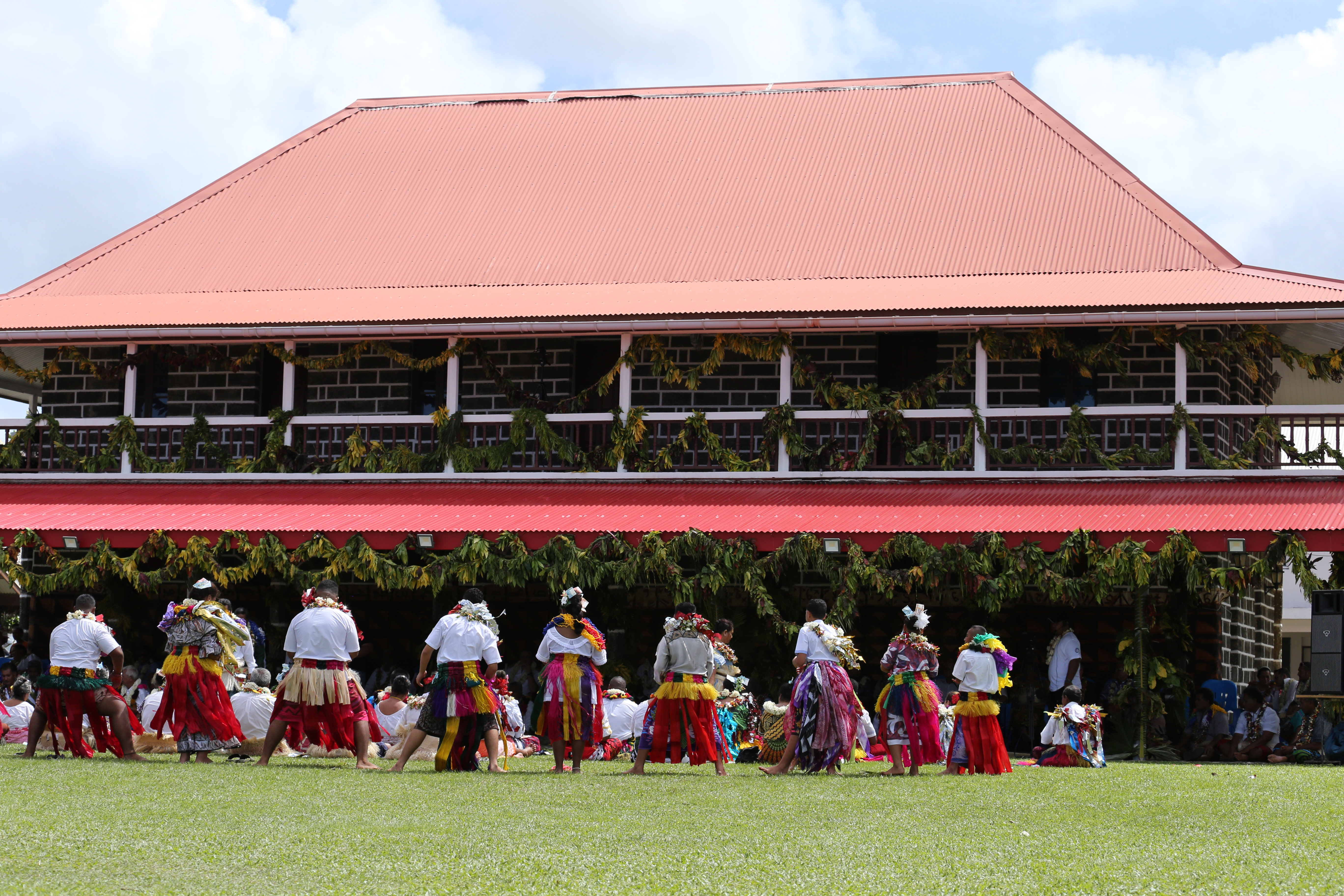
Photographie du Palais royal d'Uvea, siège de la chefferie du royaume. Les cérémonies d'intronisation d'un nouveau Lavelua se passent devant le palais.

La transmission du pouvoir royal n’est pas héréditaire mais élective. Wallis-et-Futuna est une monarchie aristocratique et les souverains y sont choisis parmi un nombre restreint de familles nobles, qui sont appelées aliki, ainsi que parmi les anciens du royaume, les aliki matu’a signifiant « les chefs anciens ». Les élections royales ne sont pas organisées de la même manière dans chaque royaume. À Sigave comme à Alo, les clans présentent chacun leur candidat, nommé kütuga en futunien. Les anciens rois du royaume ainsi qu'une partie des aliki assistent aux débats qui se déroulent lors de plusieurs réunions dans une falefono, une maison traditionnelle pour les réunions. Le futur roi est celui qui obtient la majorité des voix au cours de ces discussions. Cependant, à Sigave, si les aliki n'arrivent pas à se mettre d'accord, c'est au kaifaka'ulu, chef des cérémonies, de trancher. À Alo, deux personnes possèdent le rôle d'« intronisateur » (Kava), le Tu'i Sa'avaka et le Sa'agogo, et ils couronnent officiellement le nouveau roi après de nombreux rites de danses locales. Ensuite, dans les deux royaumes, de grandes fêtes et cérémonies célèbrent l'investiture du nouveau monarque. Il y a, par exemple, le rite du kava mais aussi, le katoaga, une cérémonie coutumière pour introniser officiellement le nouveau roi.
À Uvea, la manière de procéder est différente. Les souverains wallisiens sont choisis parmi les familles royales (Fono Aliki), qui sont d'anciennes familles tongiennes installées à Uvea. Le sang tongien se transmettant par le père est presque obligatoire pour accéder au trône. Ces Fono Aliki se réunissent au sein d'un conseil, le fono faka kau 'aliki. L'individu choisi doit présenter les qualités attendues d'un souverain. Pour l'anthropologue Marshall Sahlins, ce mode de désignation s'explique par l'existence de familles royales rivales, et il permet un certain partage du pouvoir, les familles se transmettant la charge de Lavelua à tour de rôle. Par la suite, le souverain de Wallis reçoit officiellement la couronne par un « intronisateur » nommé Ha’afuasia. Comme à Futuna, des cérémonies sont organisées du type katoaga pour présenter le souverain à la population.

### Destitution
La destitution d'un monarque à Wallis ou à Futuna est courante, comparée aux monarchies occidentales. Cependant, cette pratique n'est pas envisagée dans le Code de Wallis, censé décrire tout pouvoir royal. Après de nombreux rois coutumiers forcés à quitter le trône, un rituel précis a été mis en place. La décision est prise par le clan dont provient le roi. Un ou plusieurs membres du clan se rendent à son domicile et le préviennent de la situation. Pour rendre cette décision effective, ils déterrent une plante de Kava, un des symboles de la coutume. Cédant sa place, le clan destitutionnaire donne la plante au clan qui doit désigner le futur roi. Ces décisions importantes nécessitent du temps, les pourparlers pouvant durer plusieurs semaines, voire plusieurs mois.
Ces destitutions ont habituellement lieu à la suite de grands événements qui ont bouleversé la vie du royaume. Cette situation a, par exemple, eu lieu en 1987 lors du règne de Sagato Saliga, alors roi de Sigave. Son adversaire, Sosefo Vanai, faisant partie de deux clans, il réussit à faire destituer Sagato, au motif d'une mauvaise gestion des fonds envoyés par l'État à la suite du cyclone Raja en décembre 1986. Wallis a subi le même sort lors du départ des Américains à la fin de la Seconde Guerre mondiale. Les Lavelua (Leone Manikitoga, Pelenato Fuluhea et Kapeliele Tufele) s'enchaînaient car aucun n'arrivait à mettre fin à la crise économique.

### Les petites et grandes chefferies
La chefferie wallisienne et futunienne nommée kau’alikia est une organisation précise et bien hiérarchisée. L'arrivée de la religion chrétienne dans les années 1840 a entraîné de profonds bouleversements : « [la chefferie] résulte d’une refondation opérée conjointement par les missionnaires français maristes et les aristocrates polynésiens locaux qui les accueillirent, intégrant la nouvelle religion, ses valeurs et ses pratiques au sein d’un monde social qui s’en trouva profondément modifié ».
Le roi coutumier est le chef de cette hiérarchie coutumière ; en étant le chef suprême, il est supérieur à cette chefferie et ne lui appartient pas, il la dirige. Il doit perpétuer la culture locale, mais il est aussi le porte-parole des affaires administratives auprès de l'État. Il est accompagné d'une chefferie qui tient la place d'un gouvernement. À Wallis, la chefferie est divisée en deux parties : la « Grande chefferie » (kau ’aliki lalahi) correspond aux ministres du roi, et la « Petite chefferie » (kau ’aliki liliki), formée par les 21 chefs de village. La place que l'on a dans la hiérarchie coutumière dépend aussi de l'âge. Plus l'âge est avancé, plus la fonction est reconnue. C'est la sagesse des plus anciens qui est primée, d'une certaine manière, c'est  une pyramide des âges inversée.
Les réunions de la « Grande chefferie » entre les kau matu’a’aliki, les ministres du royaume et le chef suprême, le roi, se font à Wallis en compagnie des trois faipule. Ils forment ainsi le kau ’aliki, « conseil des ministres », qui se réunit uniquement sur convocation du roi, lors des fono hau, « conseils du roi ».
Les réunions de la « Petite chefferie » ont pour objet l'organisation de la vie de chaque royaume ; elles s'apparentent à des réunions de quartier. Traditionnellement situées le soir, elles sont récurrentes à Futuna, mais la tradition ne perdure pas longtemps à Wallis. Les palabres ont lieu dans un bâtiment dédié, le falefono, signifiant en wallisien « maison traditionnelle du conseil ». Les représentants du royaume discutent en compagnie du roi des problèmes qui se présentent et essayent d'y trouver une solution.

#### Uvea

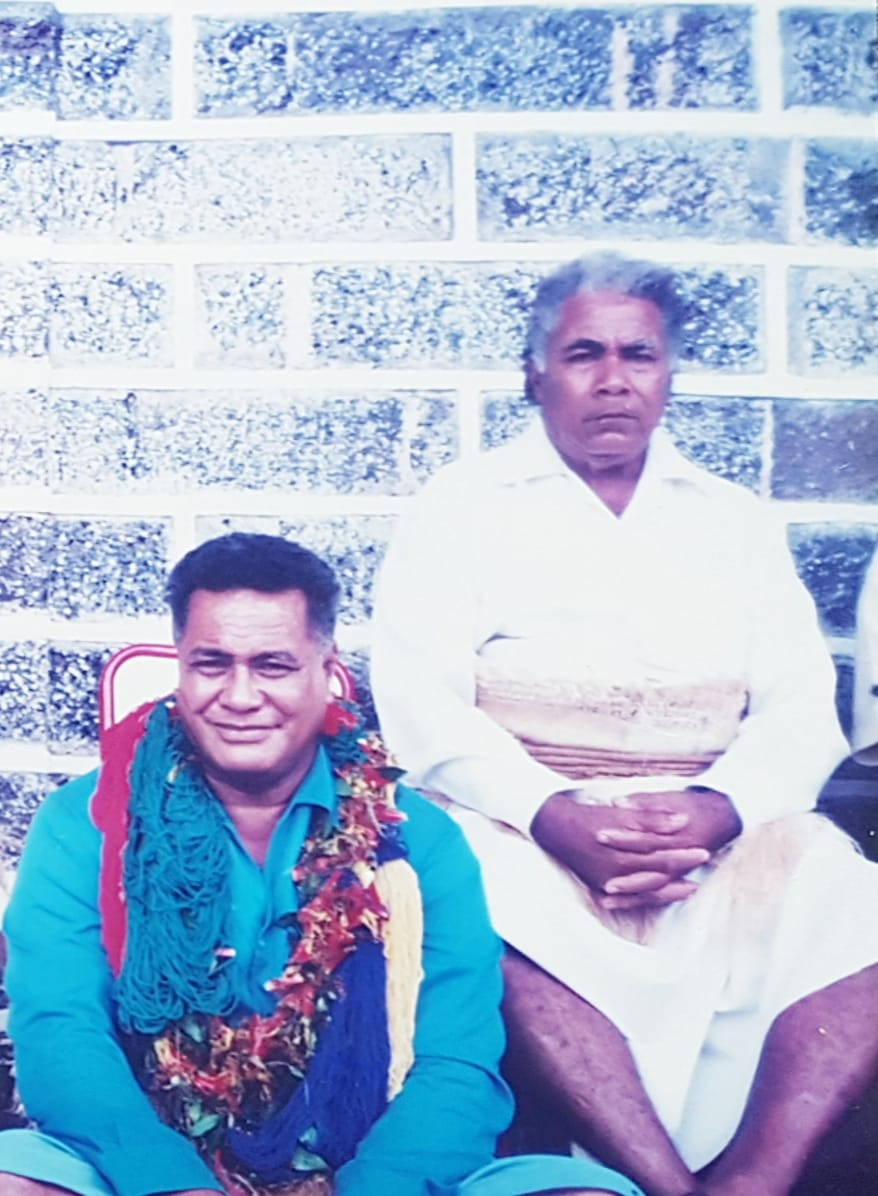
L'assistant cérémoniel du roi wallisien, le molofaha (Nikola Vaitano'a) et le ministre coutumier mahe fotuaika (Setefano Vakalepu) lors de la fête de l'Assomption en 1996.

À Uvea, le Lavelua est assisté d'une chefferie comprenant un Premier ministre (Kalae kivalu) et de six autres ministres, qui détiennent « l'équivalent de portefeuilles gouvernementaux sans en détenir pleinement les moyens », et dont les fonctions ont évolué avec le temps.
Les rois exercent des fonctions administratives, comme le conseil de la circonscription administrative. Cependant, chaque ministre va l'accompagner sur son sujet de prédilection. Ils sont tous présents au conseil des ministres coutumier en compagnie du roi.
| Nom de la fonction | Description |
| ------------------ | --- |
| Kalae kivalu       | Premier ministre, chef du gouvernement. |
| Kalae kivalu       | Ministre de l'enseignement, du foncier, assure l'intérim du roi, est responsable du Conseil du roi et s'occupe de la succession royale. Il s'occupe également de l'entretien des jardins. |
| Mahe fotuaʻika     | Ministre de l'environnement (approvisionnement en eau douce, gestion des terres collectives). Il est également responsable de pêches rituelles ('ika hake).                               |
| ʻUluʻi Monua       | Ministre de l'agriculture et de la pêche mais aussi du lagon et des îlots ; il est aussi chargé du tourisme et de l'artisanat.                                                            |
| Kulitea            | Ministre de la culture, de la « coutume » ('aga'ifenua) et de la communication avec le roi. Il s'occupait traditionnellement de la guerre.                                                |
| Mukoʻi fenua       | Ministre chargé de l'entretien des villages, de l'éducation non scolaire des jeunes et du sport.                                                                                          |
| Fotuatamai         | Ministre de la justice coutumière (notamment les litiges fonciers), de la sécurité du roi et de la santé publique.                                                                        |

En plus, s'ajoutent différents postes dans le royaume sans titre de ministre :
Haʻafuasia est une personne de noblesse pouvant se définir par « intronisateur » : son rôle est de couronner officiellement le nouveau souverain de l'île.
PuluʻiʻUvea, sous la responsabilité du Fotuatamai, responsable du maintien de l'ordre public sur le royaume.
En plus des ministres coutumiers, le roi est secondé par le molofaha. Il joue un rôle d'assistant cérémoniel, contrôle l'accès au roi, et détermine qui peut lui parler et comment.
Le roi nomme parmi sa famille les trois chefs de district (faipule), aussi appelés chefs roturiers. Seulement présents à Wallis, ils sont moins importants dans la hiérarchie coutumière. Ils ont autorité sur les 21 chefs de village (akili pule kolo), reconnus par la population.

#### Sigave
À Sigave, le Tu'i Sigave est assisté d'une chefferie comprenant un Premier ministre (Kalae kivalu) et cinq ministres. Cependant, à cause de plus petites populations et du partage de l'île de Futuna par les deux royaumes, l’autorité royale est moins stable. Les chefs de village peuvent donc assez facilement destituer le monarque en fonction. Une tradition à Futuna voulait que les rois ne s'adressent pas directement au peuple mais uniquement par l'intermédiaire d'un porte-parole ; les rois pouvaient seulement s'adresser directement à l'Assemblée territoriale. Cette tradition se perd peu à peu.
Les rois exercent des fonctions administratives, comme le conseil de la circonscription administrative. Cependant, chaque ministre va l'accompagner sur son sujet de prédilection. Ils sont tous présents au conseil des ministres coutumier en compagnie du roi.
| Nom de la fonction | Description                                                                                 |
| ------------------ | ------------------------------------------------------------------------------------------- |
| Kalae kivalu       | Premier ministre, chef du gouvernement.                                                     |
| Kaifaka'Ulu        | Ministre de l'éducation.                                                                    |
| Sa'Atula           | Ministre de l'environnement (eau douce, gestion des terres collectives) et de l'équipement. |
| Manafa             | Ministre de la culture (lien avec des chercheurs, sauvegarde des traditions…),.             |
| Safeitoga          | Ministre de la jeunesse et des sports.                                                      |
| Tuitoloke          | Ministre de l'entretien des villages et des infrastructures routières.                      |

En plus de cela s'ajoutent différents postes dans le royaume qui n'ont pas de titre de ministre :
Sa'Akafu : Responsable du maintien de l'ordre public sur le royaume et des chefs de village et de leurs coordinations avec le roi. Kaifaka'ulu : Responsable de l'organisation des cérémonies du royaume.
N’ayant pas de districts dans le royaume de Sigave, le Tu'i Sigave n'a pas à nommer de chefs de district. Cependant il s'occupe de la nomination des six chefs de village (akili pule kolo) du royaume.

#### Alo
À Sigave ainsi qu'à Alo, le fonctionnement de la chefferie est similaire. Ils sont assistés chacun de cinq à six ministres, d’un chef de cérémonies ainsi qu’un chef de la police. Cependant, à cause de plus petites populations et du partage de l'île de Futuna par les deux royaumes, l’autorité royale est moins stable. Les chefs de village peuvent donc assez facilement destituer le monarque en fonction. Une tradition qui se perd peu à peu à Futuna voulait que les rois ne s'expriment pas directement au peuple mais par l'intermédiaire d'un porte-parole, les rois pouvaient seulement s'adresser directement à l'Assemblée territoriale.
Ici aussi, les rois exercent des fonctions administratives, comme le conseil de la circonscription administrative. Cependant, chaque ministre va l'accompagner sur son sujet de prédilection. Ils sont tous présents au conseil des ministres coutumier en compagnie du roi.
| Nom de la fonction | Description                                                                                      |
| ------------------ | ------------------------------------------------------------------------------------------------ |
| Kalae kivalu       | Premier ministre, chef du gouvernement.                                                          |
| Tiafo'I            | Ministre de la santé (hôpitaux, répartition du matériel médical…).                               |
| Sa'Atula           | Ministre de la jeunesse et des sports (organisation des évènements sportifs : football, rugby…). |
| Tu'Isa'Avaka       | Ministre de l'éducation,.                                                                        |
| Tu'Iasoa           | Ministre de la culture (lien avec des chercheurs, sauvegarde des traditions…).                   |
| Vakalasi           | Ministre de l'environnement.                                                                     |

En plus, s'ajoutent différents postes dans le royaume sans titre de ministre :
Sa'Akafu : Responsable du maintien de l'ordre public sur le royaume et des chefs de village et de leur coordination avec le roi.
Kaifaka'ulu : Responsable de l'organisation des cérémonies du royaume.
Tuitoloke : autres ministres complémentaires (ministre sans portefeuille).
N'ayant pas de districts dans le royaume d'Alo, le Tu'i Agaifo n'a pas à nommer de chefs de district, mais il s'occupe de la nomination des neuf chefs de village (akili pule kolo) du royaume.

## Fonctions sociales et symboliques

### Organisation sociale: le monde socio-cosmique
Le rôle joué par les rois coutumiers dans les sociétés polynésiennes de Wallis et de Futuna ne peut pas être uniquement analysé selon les catégories occidentales de « pouvoir » et de « politique ». Pour l'anthropologue Sophie Chave-Dartoen, il est nécessaire d'adopter une posture holiste et de s'intéresser à la conception du monde social et à la cosmologie partagée par les Wallisiens et les Futuniens.

#### Cosmologie religieuse

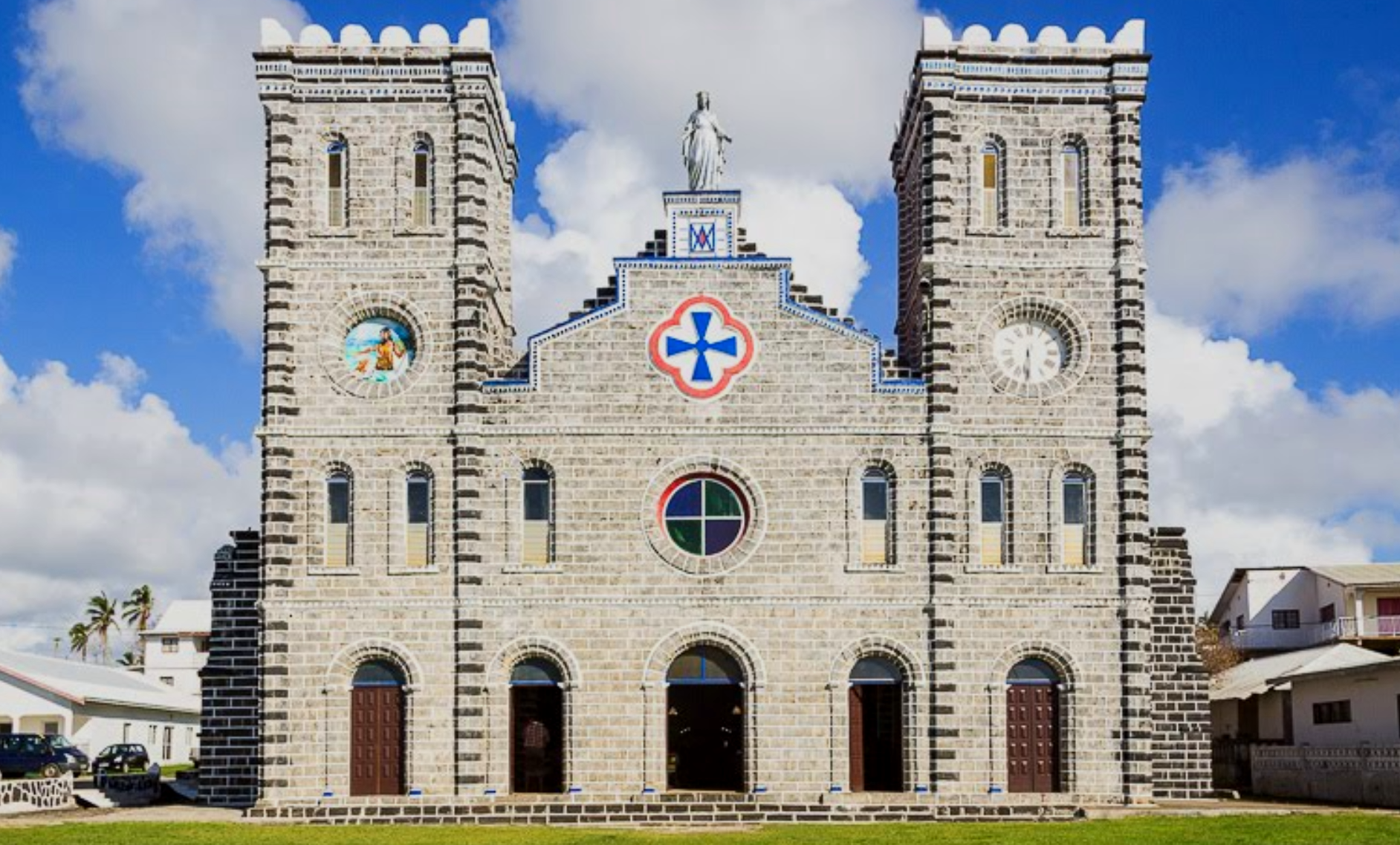
C'est la cathédrale Notre-Dame-de-l'Assomption de Mata Utu qui abrite la sépulture des Lavelua d'Uvea.

À Wallis comme à Futuna, l'organisation sociale et politique est intimement liée à la religion. Sophie Chave-Dartoen parle des « relations socio-cosmiques entre les vivants, les morts, les terres qu’ils occupent et Dieu ». Dans la vision wallisienne, l'univers est ordonné, chaque chose est à sa place et a son utilité. La « coutume », en wallisien (aga'ifenua), est « l'ensemble des valeurs et des institutions qui fondent les pratiques, organisant les relations et leurs ajustements. Elle permet la reconduction du social et la pérennité du « monde socio-cosmique » ». La chefferie est garante de cet ordre et de son bon fonctionnement, elle est donc responsable du respect de la coutume.
Le monde cosmique est composé de différentes divinités. Un grand nombre d'entre elles sont d'anciens chefs divinisés après leur mort. « La plupart des anciennes déités étaient donc d’abord des figures ancestrales exerçant une tutelle sur la vie, le destin, la prospérité de leurs descendants ». Un culte leur était rendu et elles étaient réputées loger dans différents endroits (rochers, arbres, ombres, nuit, ou encore sur l'île primordiale de Pulotu, domaine des dieux). Depuis l'arrivée des missionnaires européens à Wallis et à Futuna dans les années 1840, les croyances de la population ont intégré le christianisme. Les divinités ont été reléguées par la religion chrétienne au rang de démons, et le Dieu chrétien est venu prendre la première place du monde céleste. Le Ciel chrétien a été intégré à l'Au-delà polynésien : on y trouve ainsi « Dieu, la Vierge Marie et le Christ, les saints, les ancêtres, mais aussi les morts malveillants (les ancêtres d’autres groupes) et les anciennes déités ». Pour les Wallisiens et les Futuniens, ce monde de l'au-delà communique avec le monde des vivants. Sophie Chave-Dartoen ajoute que « pour qu’une action soit socialement validée donc efficace, elle trouve son origine dans l’Au-delà, désormais présidé par le Dieu chrétien. Elle trouve ainsi sa signification dans l’ordre même du cosmos dont la société des vivants participe et qu’elle reconduit au moyen d’interdits et de rituels ».

#### Ancienneté et ancrage spatio-temporel
Le monde socio-cosmique est hiérarchisé selon le principe de l'ancienneté : l'au-delà vient en premier, avec Dieu à sa tête. Suivent les humains ; parmi les vivants, les rois se trouvent avant les hommes et les femmes. L'ancienneté est un principe fondamental dans les relations sociales : les aînés ont préséance sur leurs cadets, les anciens (matu'a) sur les plus jeunes. Chaque matu'a a autorité sur les gens de sa maisonnée. Il en est responsable devant le roi et la chefferie. Il joue le rôle d’intermédiaire entre, d'un côté, ses ancêtres et Dieu (qui veillent sur sa famille et assurent sa prospérité) et de l'autre ses descendants et ceux qui résident chez lui. Ce rôle d'intermédiaire est encore plus important pour les chefs. L'autorité des chefs dépend de leur capacité à rassembler un grand nombre de personnes : il s'agit d'une relation de double dépendance.
La place de chacun au sein de la société s'inscrit également dans des liens avec les ancêtres, associés à des terres. « Chaque insulaire dispose de droits sur les terres dont les ancêtres assurent, avec Dieu, la transmission et la fertilité du sol. Ces droits lui confèrent aussi, conjointement aux références généalogiques qui y sont attachées, l’accès aux noms (et noms-titre) ancestraux avec le statut, les positions et les éventuelles responsabilités associées ».

#### Place du roi dans le monde socio-cosmique
Le Lavelua, roi de Wallis, est particulièrement considéré comme le médiateur entre les dieux et les humains. Il est le réceptacle des dieux et est désigné sous le terme de vakatapu (la pirogue sacrée/tabou). Cette notion de sacré (tapu) se retrouve dans l'ensemble de la Polynésie et joue un rôle très important.
Les rois coutumiers étant considérés comme les messagers des dieux sur terre, un langage particulier est utilisé pour communiquer avec eux. Il est similaire à celui utilisé par les habitants pour parler aux dieux. Selon la tradition orale, le dieu ancestral Fakavelikele, dieu de la guerre, « le plus redoutable de tous » est à l'origine du premier titre de roi (sau) de Futuna. Les Lavelua, même après leur mort, sont considérés comme des êtres mystiques. C'est pourquoi ils sont tous enterrés dans un même lieu, Atuvalu (ce qui signifie en wallisien « les huit rois alignés »).
Avant la conversion de l'île de Wallis au catholicisme, les rois coutumiers de l'île détenaient l'autorité suprême. Le souverain « possédait le droit de vie et de mort sur ses sujets. Sa personne était tapu [sacrée] et on n'avait pas le droit de le toucher ni d'être placé au-dessus de lui ».

### Cérémonies coutumières
À Wallis comme à Futuna, les rois coutumiers sont les aga'ifenua. Ils sont les représentants de la coutume et ont pour mission de préserver les traditions et cultures locales, ainsi que de présider chaque cérémonie. La coutume, ses valeurs et la hiérarchie sociale qu'elle porte, s'expriment notamment lors des nombreuses fêtes coutumières (comme les katoaga).

#### Katoaga

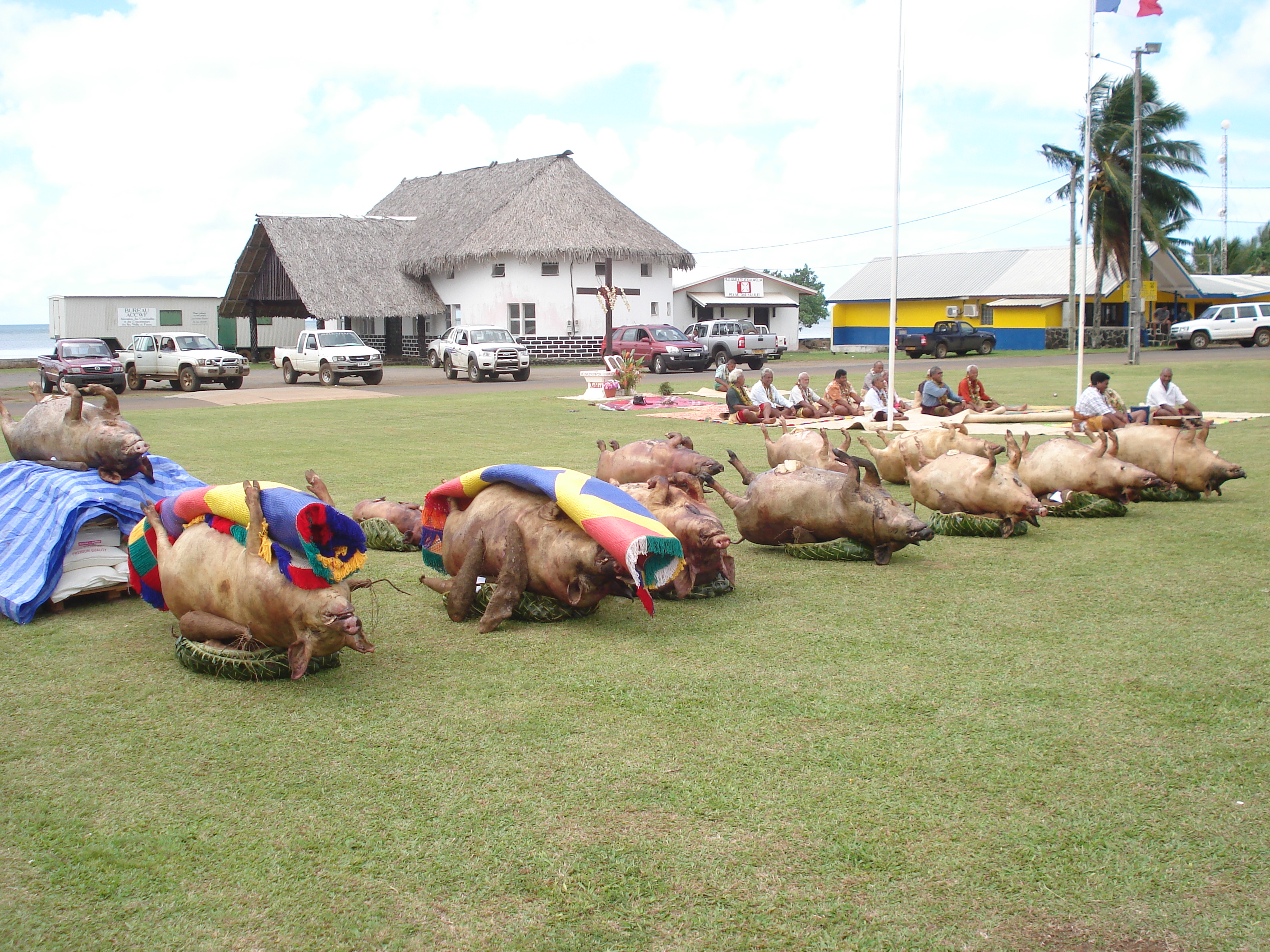
Des cochons et des nattes disposés sur le sol en face du palais royal d'Uvea lors d'un katoaga, fête coutumière, en 2008.

Le Katoga est une des principales fêtes coutumières ; elle se déroule en fonction des évènements qui ont lieu au cours de l'année. Lors de ces cérémonies, des cochons, des légumes (igname, taro), des nattes et d'autres biens sont donnés en offrande au roi et à toute la chefferie par la population. Des danses sont présentées durant ces fêtes par les différents villages. Le katoaga est aussi l'occasion d'une cérémonie du kava au protocole très strict, et où le souverain est à la première place dans la hiérarchie.
Le katoaga consacre la hiérarchie de la société, avec le roi à sa tête : « le roi, principe englobant du tout, est le garant suprême soit de l'ordre social, soit de la fécondité de la nature ». Le kava et le katoaga confirment le caractère « cosmologique » de la royauté (comme théorisé par Marshall Sahlins) : dans la culture polynésienne, le bien-être de la population, la vie du roi et l’alignement des forces cosmiques sont liés. Dans cet esprit, si le trône est vacant, s'il n'y a pas de roi sur le trône, ou si le roi ne peut être présent, cette cérémonie ne peut pas être organisée.

#### Fai Ofa
Organisé chaque fin d'année, le Fai Ofa est une cérémonie majeure. Dans cette cérémonie particulièrement présente à Uvéa, les partisans des rois ont le devoir d'offrir au souverain des dons en guise de remerciement et de pardon pour l'année passée. Presque obligatoire et très ancienne, cette cérémonie est le moment de faire un bilan de l'année passée, avec l'intervention des chefs coutumiers de la grande chefferie et des chefs de districts. Elle permet aussi aux habitants de faire part à leur roi de leurs vœux pour la nouvelle année. Chaque membre de la chefferie dirigée par le roi prononce ainsi ses vœux devant la population.

## Les trois royaumes et la liste des monarques

### Subdivisions des royaumes
Les royaumes, nommés pule'aga sau en futunien et signifiant « domaine du roi », sont au nombre de trois pour un même territoire. Il s'agit là d'une configuration atypique et unique en Océanie, mais aussi en France, où le territoire est d'habitude subdivisé en communes et non en royaumes,.

Wallis est constituée d'un seul royaume, Uvea faisant la taille de toute l'île. Celui-ci est toutefois divisé en trois districts pour être au plus près des populations. L'île de Futuna, plus petite que sa voisine Wallis, est séparée en deux royaumes, Alo et Sigave. Réunies, les trois îles, Wallis, Futuna et Alofi couvrent une taille de 149 km2.

Plan de l'île de Wallis, qui englobe le royaume d'Uvea découpé en trois districts.

#### Uvea
Le royaume d'Uvea englobe la totalité de l'île de Wallis (d'une superficie de 96 km2). Ce royaume est dirigé par le roi coutumier Patalione Kanimoa depuis le 17 avril 2016. Le palais royal d'Uvea se situe au chef-lieu, Mata Utu, qui forme la ville la plus peuplée de Wallis-et-Futuna avec 1 029 habitants. Le titre porté par le souverain de ce royaume est le Lavelua. Le premier ministre se nomme le Kalae Kivalu ; ce poste est occupé par Mikaele Halagahu depuis 2017. Le royaume compte 21 villages et 3 districts, Hihifo, Hahake et Mu'a. En 2018, le royaume d'Uvea compte un total de 8 833 habitants ce qui fait de lui le royaume le plus peuplé de Wallis-et-Futuna.

Carte des îles de Futuna et d'Alofi, comprenant Sigave et Alo.

#### Alo
Le royaume d'Alo est présent au sud-est de l'île de Futuna ainsi que de l'île d'Alofi. Il se trouve à 230 km de l'île de Wallis et représente une superficie de 53 km2. Il est dirigé par le roi coutumier Lino Leleivai depuis le 30 novembre 2018. Le palais royal d'Alo se situe au chef-lieu, Ono. Le titre porté par le souverain de ce royaume est le Tu'i Agaifo. Le premier ministre, en poste depuis 2019, se nomme Petelo Ekeni Vaitanaki. Le royaume compte 9 villages. En 2018, le royaume d'Alo totalise près de 1 950 habitants. Le village Alofitai ainsi que celui de Tuatafa ont respectivement un et deux habitants et sont les villages les moins peuplés de Wallis-et-Futuna.

#### Sigave
Le royaume de Sigave occupe le nord-ouest de l'île de Futuna. Il est d'une superficie de 21 km2. Il est dirigé par le roi coutumier Eufenio Takala depuis le 1er mars 2016. Le palais royal de Sigave se situe au chef-lieu, Leava. Le titre porté par le souverain de ce royaume est le Keletaona. En poste depuis 2019, le premier ministre se nomme Emiliano Keletaona. Le royaume compte 6 villages. En 2018, le royaume de Sigave compte un total de 1 275 habitants, ce qui fait de lui le plus petit royaume en termes de démographie.

## Galerie

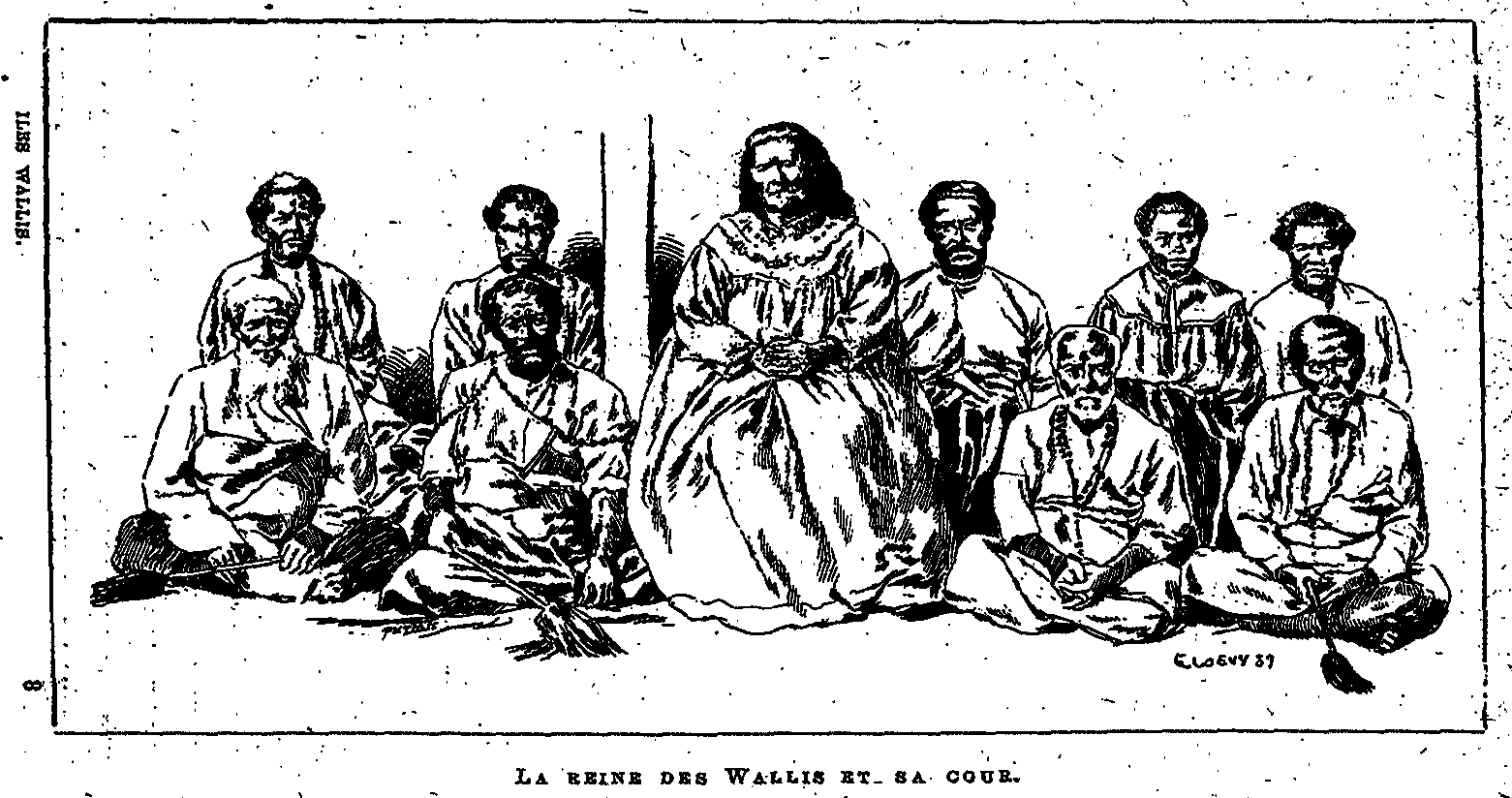
Gravure représentant Amelia Tokagahahau Aliki (au milieu) accompagnée de sa cour (en 1839).
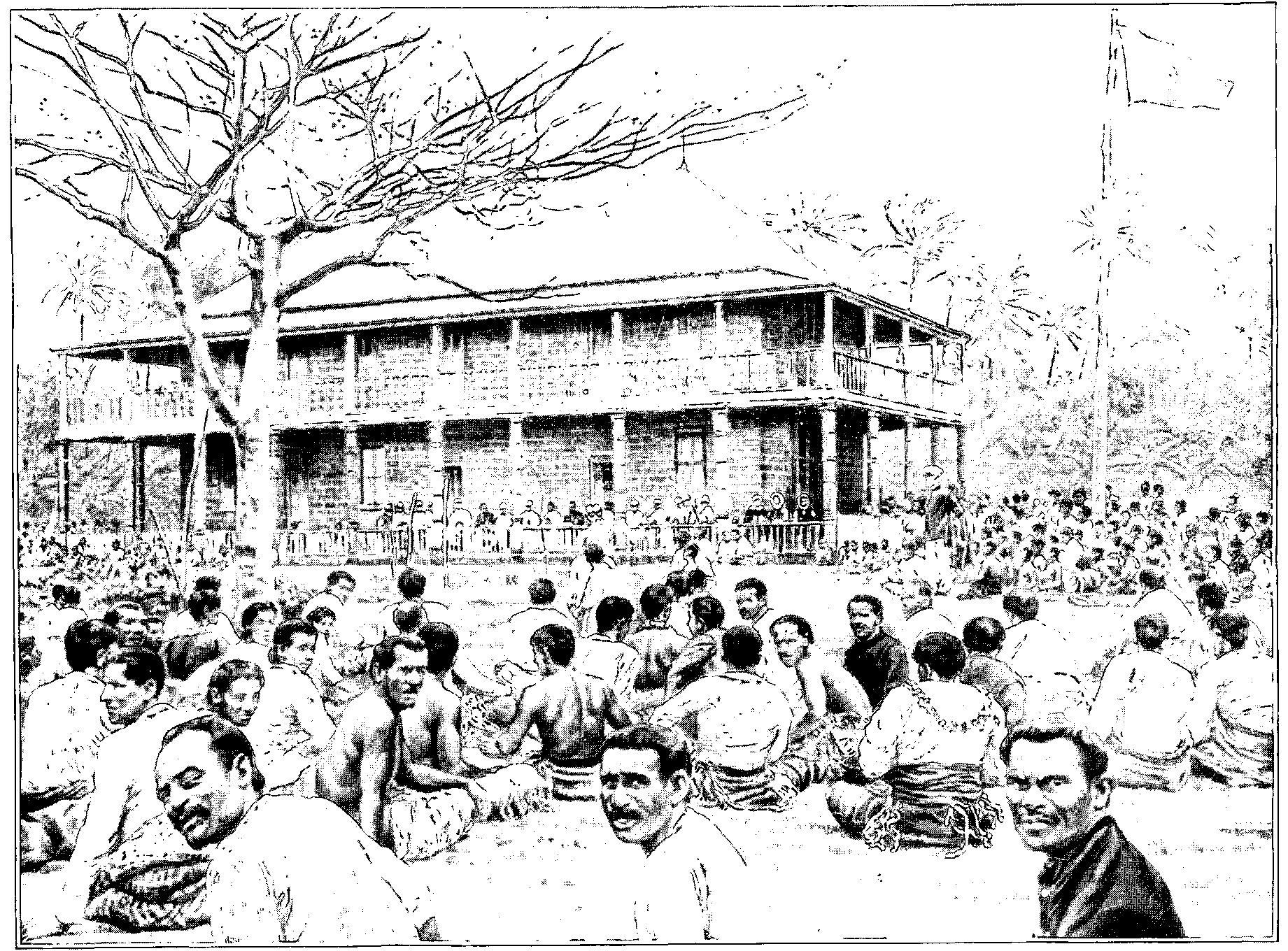
Gravure montrant le palais royal d'Uvea (en 1900).
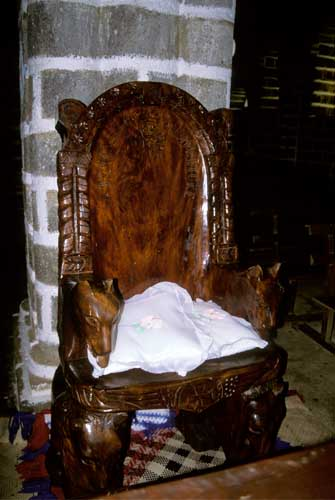
Le trône royal d'Uvea se trouvant dans le palais.